# Андельфинген (коммуна)
Андельфинген (нем. Andelfingen) — коммуна в Швейцарии, центр округа Андельфинген в кантоне Цюрих.
Официальный код — 0030.

## История
Население на 31 декабря 2021 года составляло 2227 человек.
1 января 2023 года в состав Андельфингена вошли бывшие коммуны Адликон-бай-Андельфинген (население на 31.12.2021 — 716 человек) и Хумликон (487 человек).